# یواس‌اس کمستوک (ال‌اس‌دی-۱۹)
یواس‌اس کمستوک (ال‌اس‌دی-۱۹) (به انگلیسی: USS Comstock (LSD-19)) یک کشتی بود که طول آن 457 ft 9 in (139.5 m) overall بود. این کشتی در سال ۱۹۴۵ ساخته شد.